# 奧利亞尼夫卡 (哈爾科夫州)
49°2′50″N 35°32′37″E / 49.04722°N 35.54361°E
奧利亞尼夫卡（羅馬化：Olianivka）是位於烏克蘭東部的村莊，由哈爾科夫州别列斯京区的扎切皮利夫卡市鎮負責管轄。該村始建於1775年，面積0.88平方公里，海拔高度97米，2001年人口168，人口密度每平方公里191.8人。